# ГЕС Лунбейвань
ГЕС Лонгбейван (龙背湾水电站) — гідроелектростанція у центральній частині Китаю в провінції Хубей. Знаходячись перед ГЕС Sōngshùlǐng, становить верхній ступінь каскаду на річці Гуанду, правій твірній Духе, яка в свою чергу є правою притокою Ханьшуй (лівий доплив Янцзи).
У межах проекту річку перекрили кам'яно-накидною греблею із бетонним облицюванням висотою 158 метрів та довжиною 465 метрів. Вона утримує водосховище з об'ємом 767 млн м3 (корисний об'єм 423,6 млн м3) та припустимим коливанням рівня поверхні у операційному режимі між позначками 485 та 520 метрів НРМ (під час повені рівень може зростати до 523,9 метра НРМ, а об'єм — до 830 млн м3).
Пригреблевий машинний зал обладнали двома турбінами типу Френсіс потужністю по 90 МВт, які забезпечують виробництво 419 млн кВт-год електроенергії на рік.
Видача продукції відбувається по ЛЕП, розрахованій на роботу під напругою 220 кВ.